# Alfred Dührssen
Alfred Dührssen (ur. 23 marca 1862 w Heide, 11 października 1933) – niemiecki ginekolog i położnik. 

## Życiorys
Studiował medycynę na Uniwersytecie w Marburgu i w Akademii Lekarzy Wojskowych Cesarza Wilhelma, w 1886 roku został asystentem Adolfa Gusserowa (1836-1906) w Berlinie. W 1888 roku został privatdozentem, w 1892 roku otworzył własną klinikę położniczą i ginekologiczną.

## Wybrane prace
- Geburtshülfliches Vedemecum für Studierende und Ärzte (1890)
- Über Heilung und Verhütung von Frauenkrankheiten (1900)
- Die neue Geburtshilfe (1923)